# Flughafenbrücke
Die Flughafenbrücke ist eine Autobahnbrücke der A44 über den Rhein bei Düsseldorf und Meerbusch. Sie wurde im Jahr 2002 eröffnet und wird zusammen mit den beiden linksrheinischen Autobahntunneln auch Rheinquerung Ilverich genannt.

## Technik

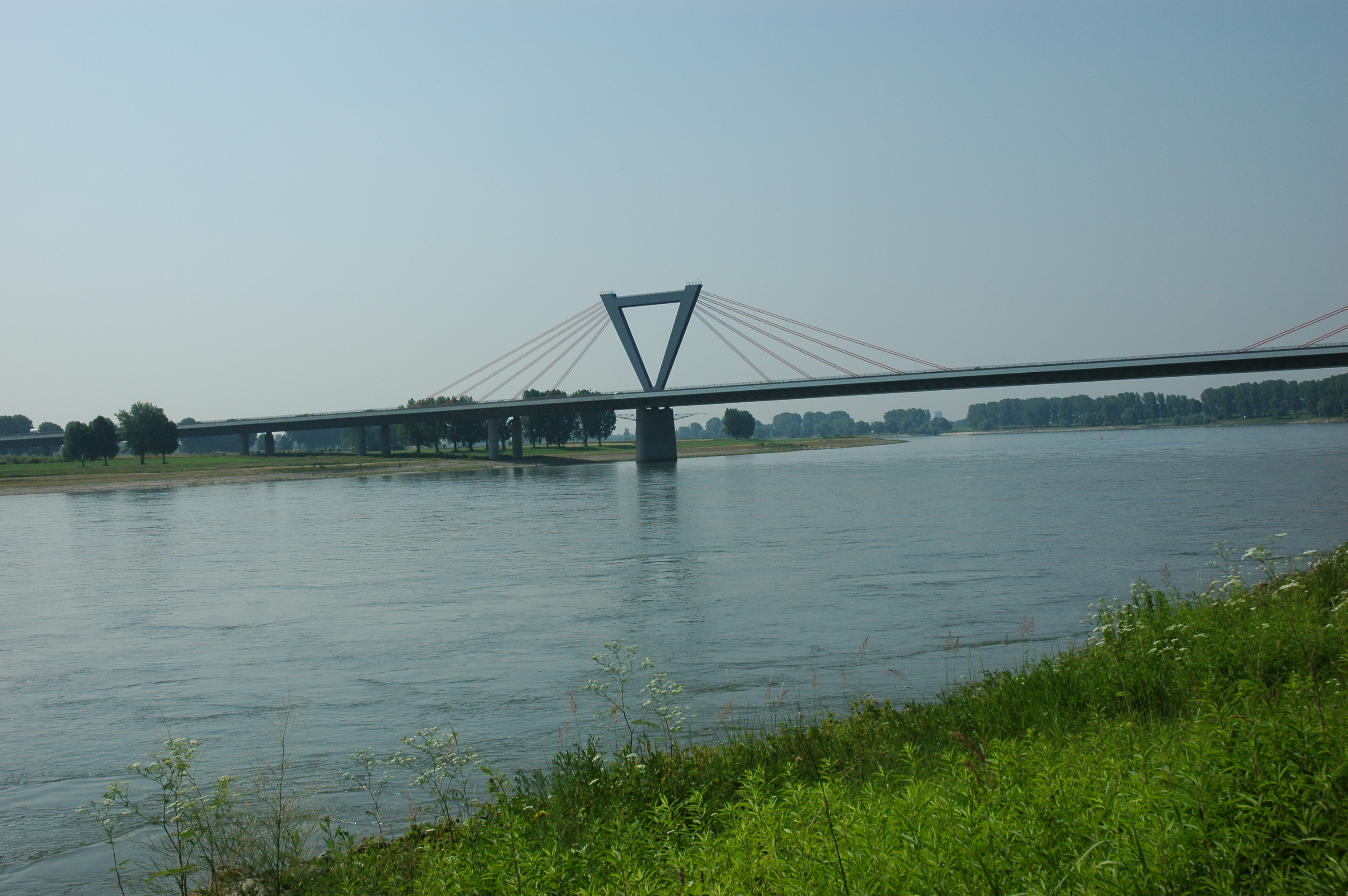
Fertige Brücke (Ausschnitt)

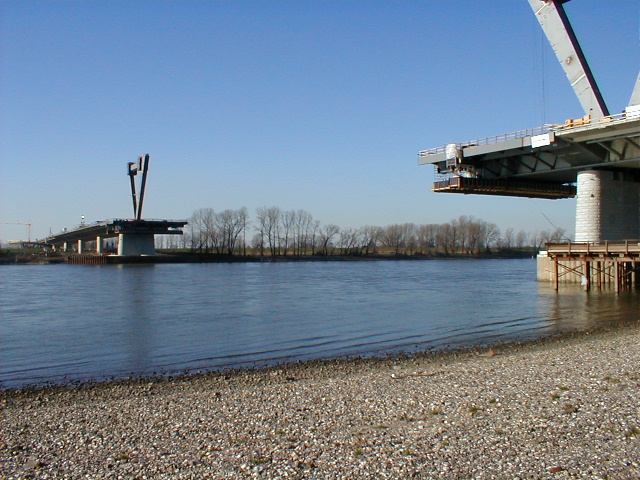
Brücke im Bau (Februar 2001)

Eine Schrägseilbrücke hätte bei ihrer Spannweite von 287,5 m ca. 110 m hohe Pylone benötigt, die aber wegen der Nähe zum namensgebenden Flughafen Düsseldorf als Luftverkehrshindernis nicht zulässig waren. Sie hat deshalb mittig zwischen den beiden Richtungsfahrbahnen zwei besonders niedrige (34 Meter) in Längsrichtung aufgestellte V-förmige Stiele, die an den Spitzen durch Querriegel miteinander verbunden sind und wie auf der Spitze stehende Dreiecke aussehen. Damit wird eine Seilanordnung erreicht, die der üblichen einigermaßen nahekommt.
Die Brücke hat sechs Fahrstreifen, zwei Standstreifen sowie kombinierte Fuß- und Radwege auf beiden Seiten. Letztere können über Zugänge an beiden Rheinufern erreicht werden. 
Das 1286,5 Meter lange Bauwerk hat 17 Öffnungen mit Feldweiten von 7 × 63,0 m – 287,5 m – 8 × 63,0 m – 54,0 m.

## Bau
Die Brücke wurde im Jahr 2002 nach vierjähriger Bauzeit im Rahmen des Lückenschlusses der Autobahn A 44 zwischen dem linksrheinischen Meerbusch (Ilverich) und dem rechtsrheinischen Norden von Düsseldorf (Lohausen) vollendet. Die Brücke stellt eine Verbindung zu den Autobahnen nach Mönchengladbach, Aachen und Belgien und den Niederlanden her. Sie verbesserte unter anderem die Anbindung des Flughafens, der Messe und des damaligen Rheinstadions und seines Nachfolgers an die linksrheinischen Gebiete. Außerdem trug und trägt sie bei zur Entlastung von zwei Brücken flussaufwärts (Theodor-Heuss-Brücke und Rheinkniebrücke) und einer Brücke flussabwärts (Krefeld-Uerdinger Brücke zwischen Krefeld-Uerdingen und Duisburg-Mündelheim).
Die etwa 3 km flussabwärts gelegene Rheinfähre Langst–Kaiserswerth verlor durch die Flughafenbrücke an Bedeutung; sie wird seit 2002 fast nur noch von Ausflüglern genutzt.
Der Bau der Flughafenbrücke war jahrelang wegen des Trassenverlaufs durch die Ilvericher Altrheinschlinge umstritten.

## Namensgebung

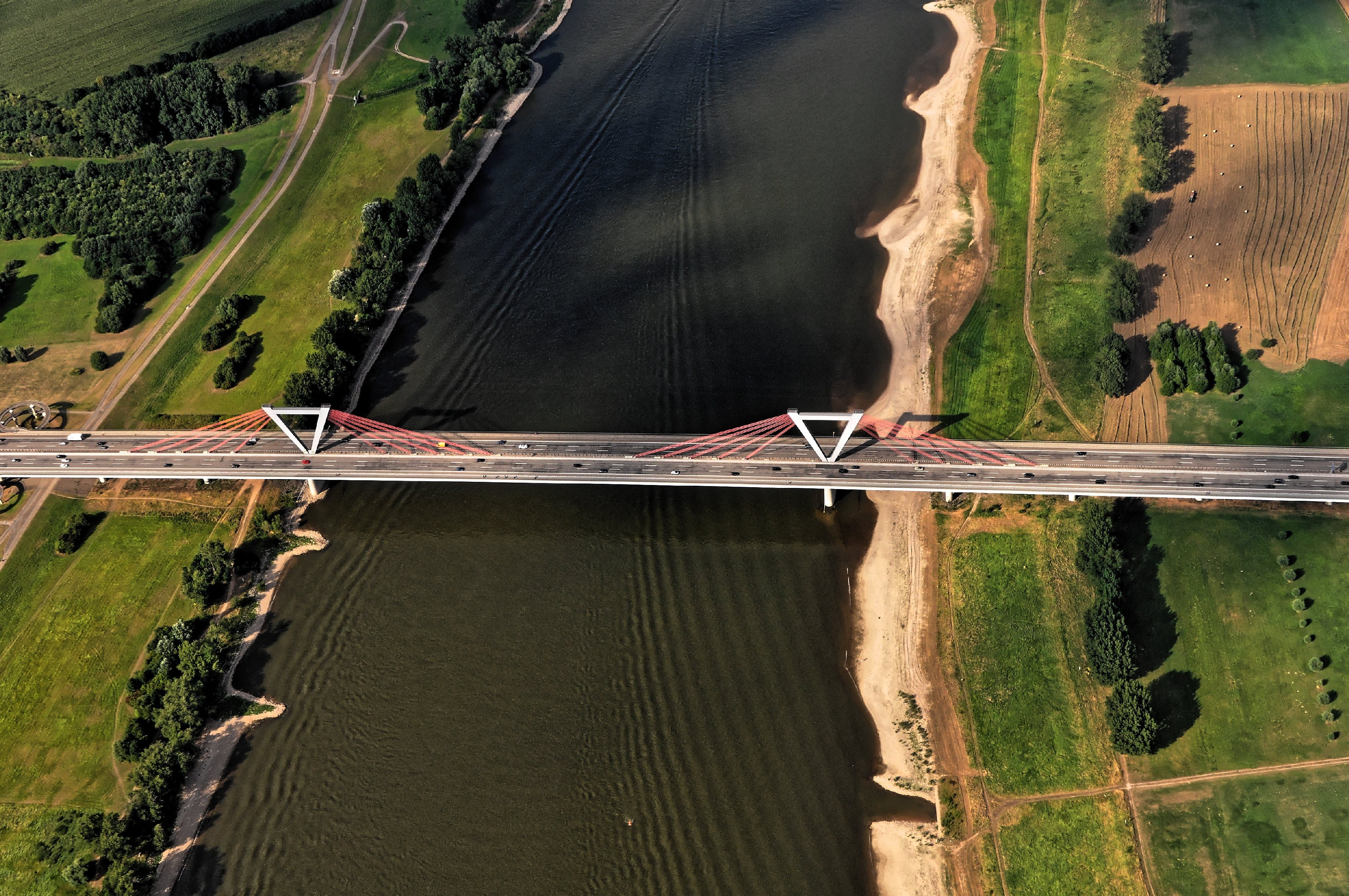
Die Brücke von einem startenden Flugzeug aus gesehen

Der von der Bevölkerung im Rahmen eines Wettbewerbs mehrheitlich gewünschte Name „Niederrheinbrücke“ fand nicht die Zustimmung des für die Namensgebung zuständigen Bundesverkehrsministeriums. So wurde die Brücke nach dem nahen Düsseldorfer Flughafen benannt.
Ab Ende 2008 gab es Bestrebungen, die Brücke nach dem verstorbenen Düsseldorfer Oberbürgermeister Joachim Erwin (CDU) umzubenennen.
Der damalige nordrhein-westfälische Verkehrsminister Oliver Wittke (CDU) befürwortete die Umbenennung; von Meerbuscher Seite kam der Einwand, dass nur ein Ende der Brücke auf Düsseldorfer Gebiet liege und es unangemessen sei, dass die Düsseldorfer die ganze Brücke „gedanklich eingemeinden“.   Bundesverkehrsminister Wolfgang Tiefensee (SPD) signalisierte, einer Umbenennung der Flughafenbrücke nicht im Weg stehen zu wollen.
Am 25. März 2009 entschied Wittkes Nachfolger Lutz Lienenkämper, dass die Flughafenbrücke nicht umbenannt wird.